# Ónfale

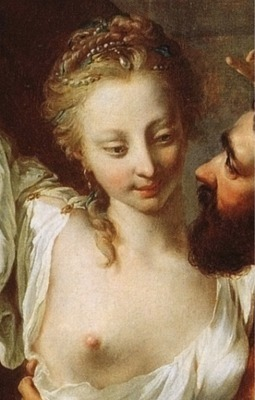
Detalle de Heracles y Ónfale, obra de Johann Heinrich Tischbein.

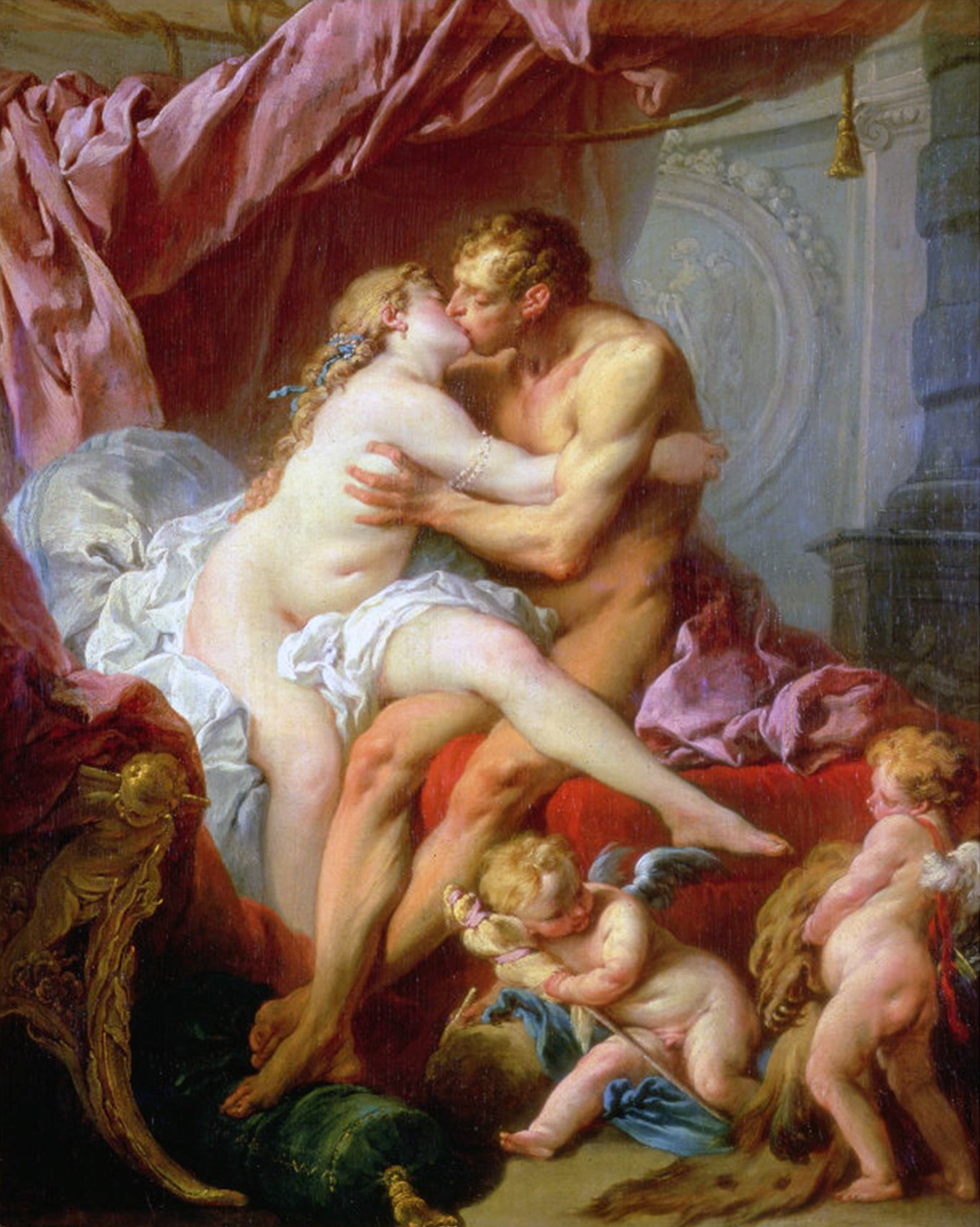
Heracles y Ónfale, por Boucher, 1735.

En la mitología griega, Ónfale, Ónfala u Onfalia (Ομφάλη) era hija de Iardano o Yardano y esposa de Tmolo, príncipe de Lidia.
Ónfale heredó el trono a la muerte de su marido. Durante su reinado tuvo como esclavo a Heracles. A este semidiós, que había enfermado después de haber asesinado a Ífito, se le había dado el oráculo de que debía servir como criado durante tres años y pagar una indemnización para librarse de su enfermedad, así que Hermes lo puso en venta como esclavo y Ónfale lo compró.
Mientras estuvo como esclavo de Ónfale, Heracles encadenó a los Cércopes y mató a Sileo y a su hija Jenódoce.
La alegoría de Heracles junto a la rueca de Ónfale ha sido utilizada frecuentemente en el arte. En las obras en que se desarrolla este tema se presenta al héroe vestido de mujer y sujetando una cesta mientras las doncellas de la reina hilan, al tiempo que ella viste la piel del León de Nemea y porta la maza de olivo de Heracles.
Posteriormente, Ónfale y Heracles se casaron. Un hijo de ellos, llamado Lamo (Λάμος) en unas fuentes, y, en otras, Agelao (Αγέλαος; en subdialecto jónico, Αγέλεως), fue antepasado de Creso.